# كيفن دريسر
كيفن دريسر (بالإنجليزية: Kevin Dresser)‏ هو مصارع رياضي أمريكي، ولد في 9 نوفمبر 1962 في همبولدت في الولايات المتحدة.